# Гребиха
Греби́ха, Гриби́ха — річка в Україні, у Полтавській області, ліва притока Сули. Довжина — 3 км, похил — 0,1 м на 1 км. Тече територією Хорольського району, зокрема, в районі села Березняки.

## Походження топоніму
Назва топоніму Грибиха походить від наявно-грибних місць у лісі північніше села Березняки, де бере початок із джерела. Мусієнко Г. А., та деякі інші жителі села виводять походження назви річки від «греблі» — Гребиха, вважаючи етимологію слова Грибиха, від грибів, помилковою.
В той же час це твердження вступає в іншу суперечність. За даними тих же Кудрицького А. В. і Мусієнко Г. А., єдина відома гребля на Грибисі була збудована близько 1800 року паном Безбородьком, щонайменше через 50-60 років після появи перших поселенців в межах території сучасних Березняків.
Крім цього назва річки «Грибиха» зустрічається у зв'язку зі згадкою с. Березняки в 1862 р.
Цікаве походження назви «гребиха», а тому найімовірніше, висувають місцеві жителі. Так, за спогадами жителів села вся долина річки Сули, до басейну якої входить і річка Гребиха навесні повністю вкривалася водою і західні вітри, які найпоширенніші рано навесні, наносили на узбережжя велику кількість коріння, дрібної деревини, гілля, решток очерету та рогозу, що товстим шаром вкривали лівий берег річки. Після відходу повеневих вод вся ця маса висихала, і місцеві жителі гребли цю суміш для використання її на паливо. А оскільки це була нелегка праця, то від людей чули, «ох же ця гребиха», «піду на гребиху…», розуміючи під цим назву місцевості, де вони заготовляли паливо. Поступово ця назва закріпилася і за річкою. І хоча згодом долина річки позаростала верболозом, упали повеневі води і на берег практично вже не наносилося рослинних решток, назва річки Гребиха так і залишилася.